# Koninginnegracht
De Koninginnegracht is een gracht en een straat in Den Haag. De gracht werd tussen 1828 en 1834 gegraven en kreeg als naam 'Nieuwe Scheveningseweg langs de Koninginnegracht'. Later afgekort tot Koninginnegracht. . De Koninginnegracht begint bij de hoek van de Maliegracht en het eiland Nieuwe Uitleg en gaat vandaar langs Madurodam naar Scheveningen. Na Madurodam heet dit Het Kanaal; het eindigt bij een binnenhaven die te zien is op het Panorama Mesdag.
Voordat de gracht gegraven werd, liep er al een sloot en een eenvoudig pad, dat de Kemelslaan werd genoemd naar de eigenaar van de aangrenzende weilanden, Melchior Kemels. Daarna werd het pad het Laantje van Armand genoemd naar Nicolaas Armand, die daar een huis bezat.
Tijdens het graven van de gracht sprak men over de Koninginnelaan, toen de gracht klaar was veranderde dit in Koninginnegracht. Toen aan de overkant van de gracht ook huizen werden gebouwd, leek het meer een gracht dan een kanaal. In 1864 ging de 2e paardentram lijn in de Benelux hierlangs naar Scheveningen rijden. In 1890 reden hier de eerste elektrische trams in de Benelux, met accu's. In 1904 werden zij vervangen door de elektrische lijn 9. Aan de kant van het Malieveld ging in 1879 de eerste stoomtram in de Benelux rijden; ook naar Scheveningen. Vanaf 1924 werd dit de interlokale Blauwe Tram, die tot 1961 reed. De huizen aan de overkant werden later afgebroken om het verkeer meer ruimte te geven. De noordelijke kade werd tot de Javastraat voortaan Koningskade genoemd, van de Javastraat tot Madurodam de Raamweg en daarna de Plesmanweg. Het laatste stuk heet Haringkade.
Langs de stadskant van de Koninginnegracht werden de eerste huizen huizen gebouwd, veelal in eclectische stijl. Een deel ervan stond op het eiland Nieuwe Uitleg, deze huizen hadden een weids uitzicht over het Malieveld naar het Haagse Bos.
Aan de overkant van de Koninginnegracht lag de Haagse Dierentuin, die in 1943 moest sluiten wegens de oorlog.

## Bruggen, pontjes en aanlegplaatsen (rondvaart)

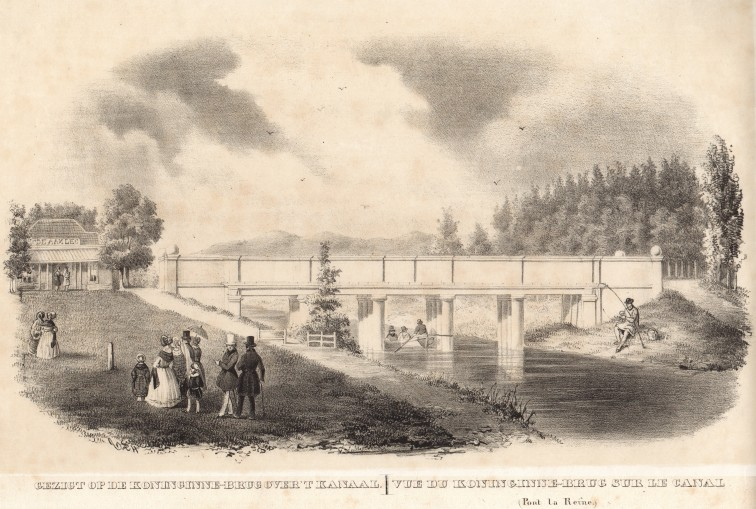
Witte brug rond 1850

Er zijn diverse bruggen over de gracht. De bekendste is de Witte brug, die oorspronkelijk de Koninginnebrug heette, maar ook de Bosbrug wordt veel gebruikt, hoewel velen de naam van de brug niet kennen. Men gaat erover om via het Korte Voorhout de stad te verlaten of naar het Haagse Bos te gaan. Vroeger waren dit ophaalbruggen.
Minder bekend is de Heerenbrug, die in de 17de eeuw ook als ophaalbrug gebouwd werd. Hij verbindt de Bezuidenhoutseweg en de Herengracht. 
Na de voltooiing van de Koninginnegracht werd de ophaalbrug vervangen door een boogbrug, en eind 19de eeuw werd hij weer vervangen, ditmaal door een plaatbrug. Bij de Heerenbrug stond een monument, door J.P.M. van Lunteren gemaakt in 1932 voor Prins Maurits en de burgers van Den Haag. Het beeld herdenkt dat in 1619 de Haagse singelgrachten voltooid was. Bij het beeld staat een tekst: "1613 - Door Burgers Daad - Op Maurits Raad - Deez Cingel Ontstaat - 1619".
De huidige Dierentuinbrug (GW65), de Javabrug (GW69), de Raambrug (GW72) en de Cremerbrug zijn naoorlogse bruggen. De Dierentuinbrug was van 1939. De vier bruggen werden in 1943 afgebroken omdat het Benoordenhout Sperrgebiet was. De ornamenten werden opgeslagen. Na de oorlog werden er nieuwe bruggen gebouwd en werden de bewaarde ornamenten teruggeplaatst. 
De Javabrug was van 1907. Hij werd gebouwd ter vervanging van een houten brug omdat tramlijn 7 werd doorgetrokken. De ornamenten hebben betrekking op het voormalige Oost-Indië. 
De Cremerbrug is voorbij Madurodam. Hij werd vernoemd naar Jacob Jan Cremer, schrijver van onder meer Fabriekskinderen.
De Groenebrug is van 1890. Hij is ter hoogte van het Westbroekpark en verbindt de Nieuwe Duinweg met de Haringkade. Hij heeft gietijzeren balustraden en vier driearmige sierlantaarns. Hier hebben tramlijn 10 (1e) en 14 overheen gereden.
De voetbrug bij het Hubertusviaduct heeft slechts een doorvaarthoogte van een meter, hetgeen 20 cm minder is dan de Dierentuinbrug die aangelegd werd toen er nog geen rondvaarten door de grachten werden gehouden.
Sinds 1867 tot circa 1968 bestonden er een tweetal kleine trekpontjes bij de Dr.Kuyperstraat en de Delistraat voor trampassagiers en andere voetgangers over de Koninginnegracht die verbinding gaven tussen de tramhalte van lijn 9 en die van de Blauwe tram aan weerszijden van de Koninginnegracht.
Sinds 2009 vaart de rondvaartorganisatie Stichting De Haagse Willemsvaart door de binnenstad en over de Haagse Koninginnegracht. De gemeente Den Haag heeft op diverse plaatsen langs de route aanlegplaatsen aangelegd. Om de 1.000 meter kan worden in- of uitgestapt. Langs de Koninginnegracht en Het Kanaal zijn dat Haringkade, Cremerbrug, Madurodam, Riouwstraat (2016) en Koningskade, Koningspark (tegenover Prinsessegracht 4).

## Beroemde bewoners
- In 1842 verhuisde de Romantische landschapsschilder Andreas Schelfhout (1787-1870) met zijn gezin van de Zuidwal naar Koninginnegracht 6.
- In 1871 betrok Jozef Israëls (1824-1911) dezelfde Koninginnegracht 6, maar twee jaar later verhuisde hij naar nummer 2.

## Foto's van de bruggen van de Herengracht naar Scheveningen

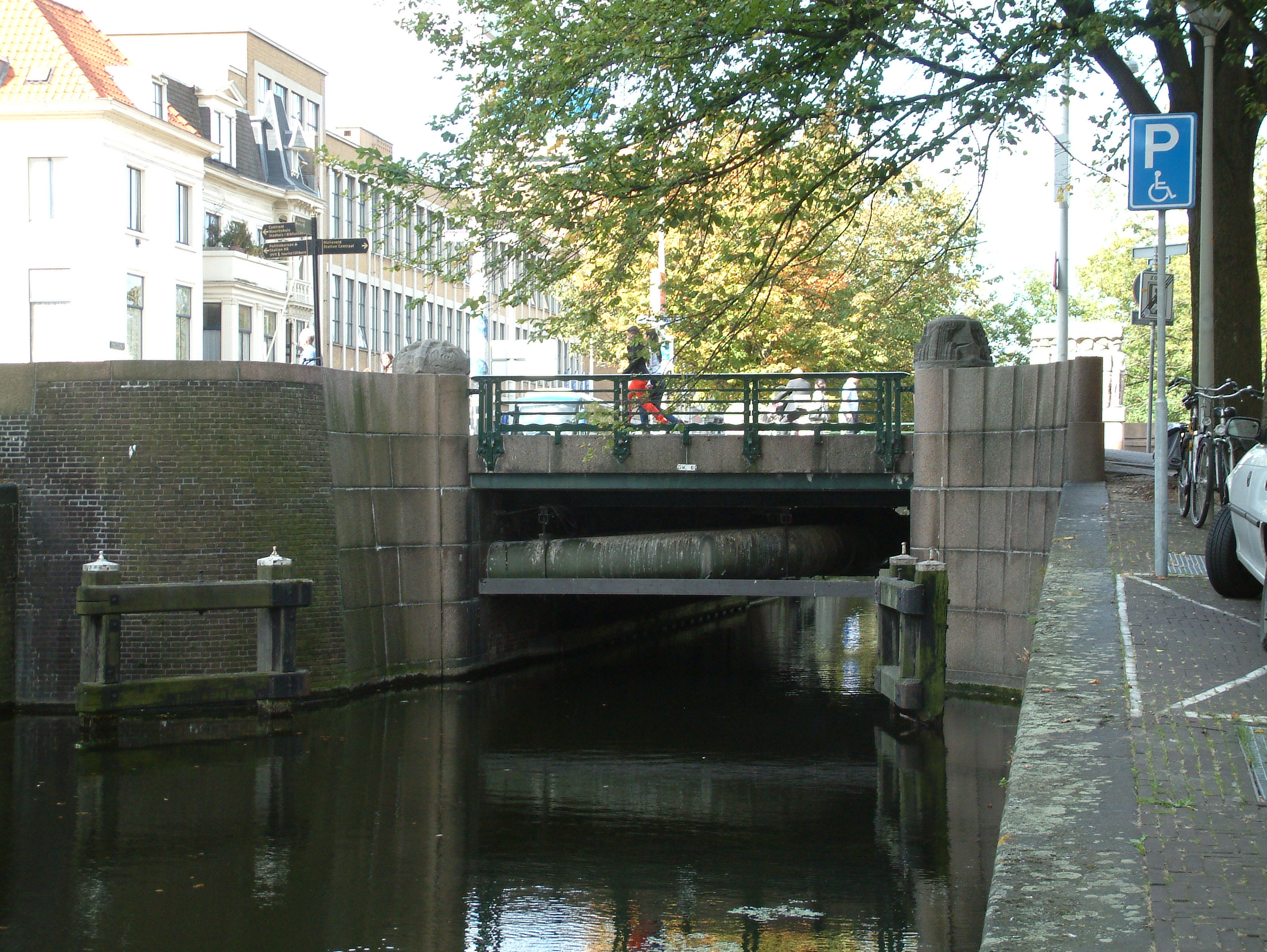
GW61 Heerenbrug
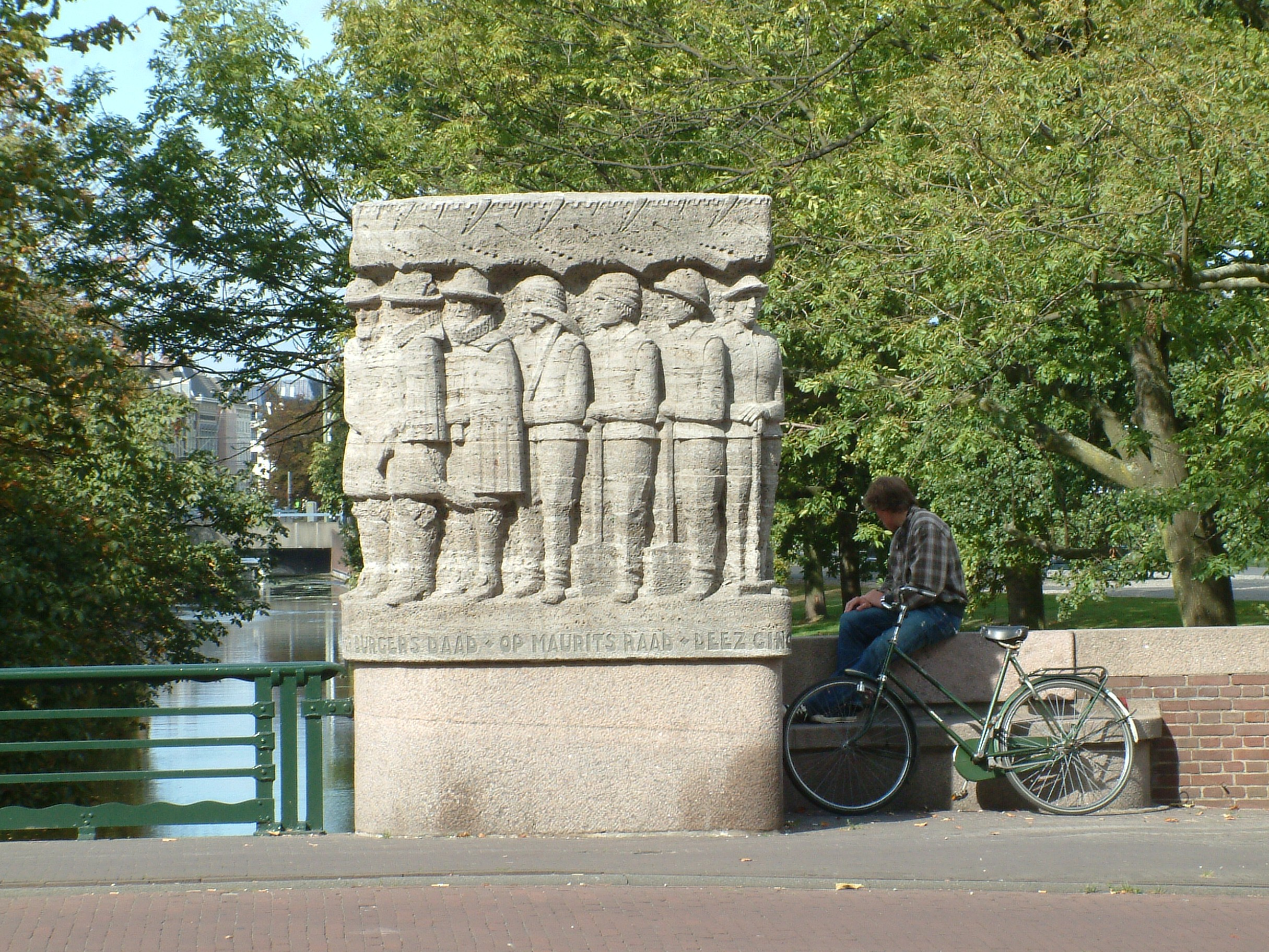
GW61
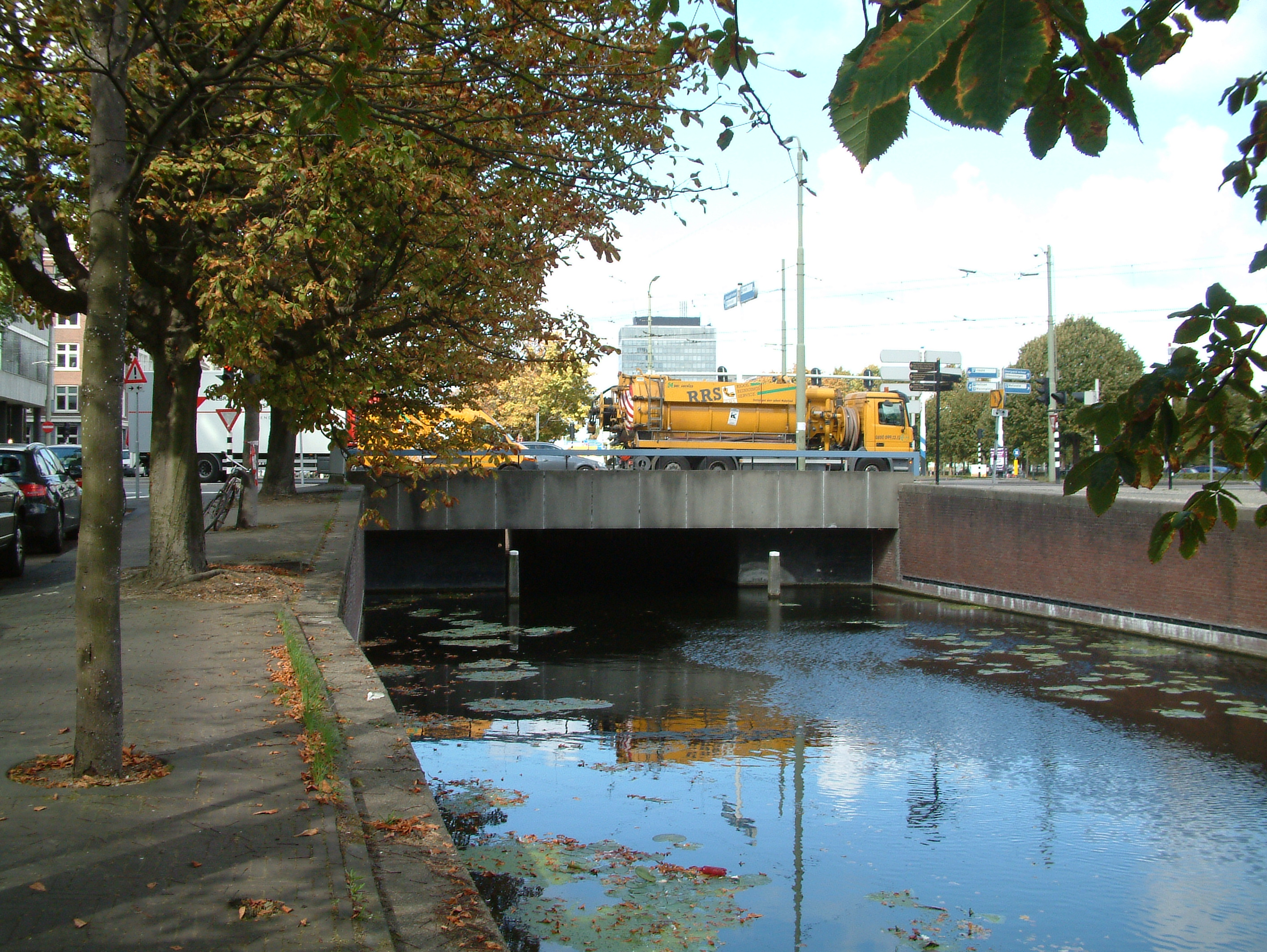
GW63 Bosbrug
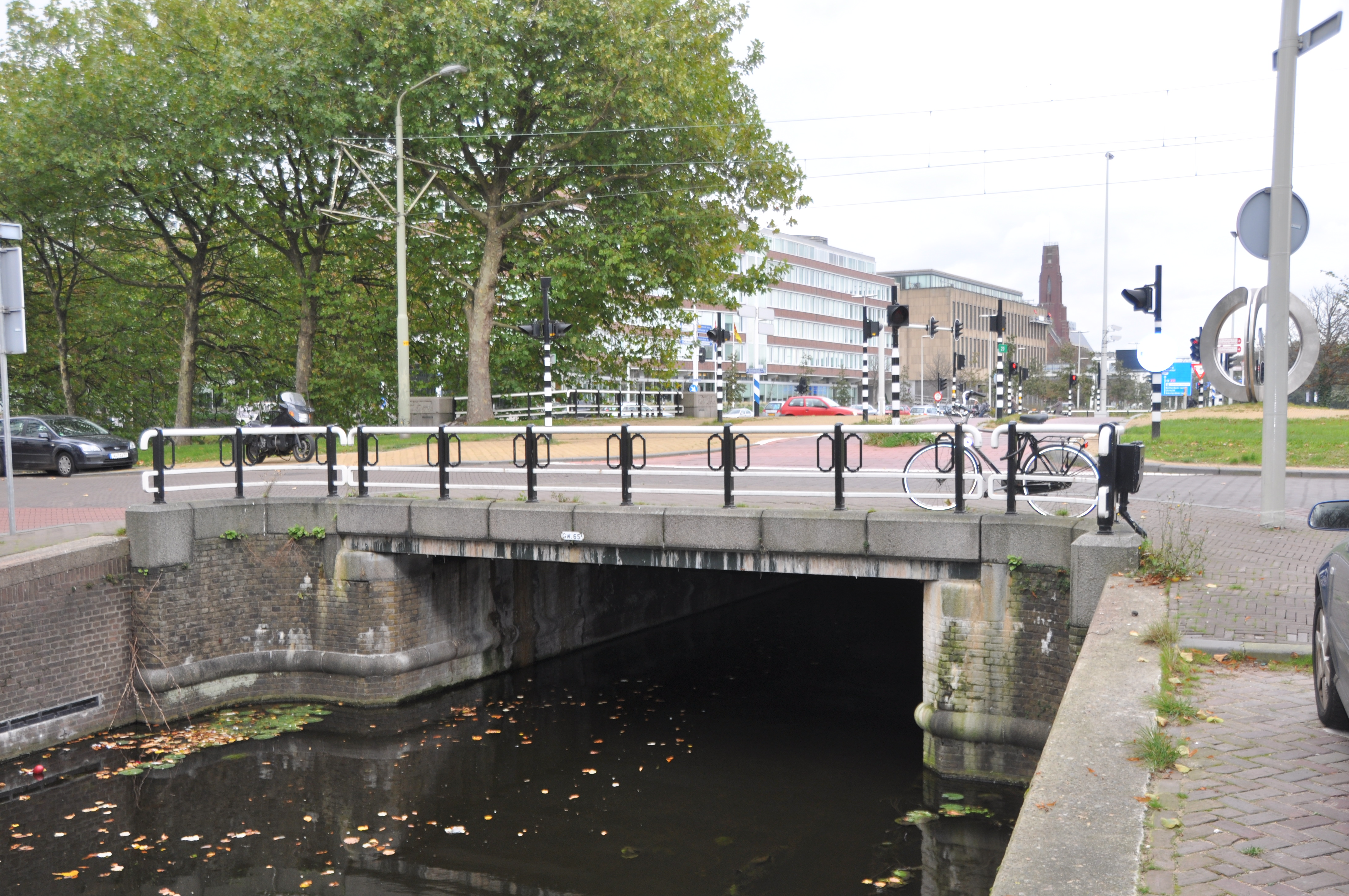
GW65 Dierentuinbrug
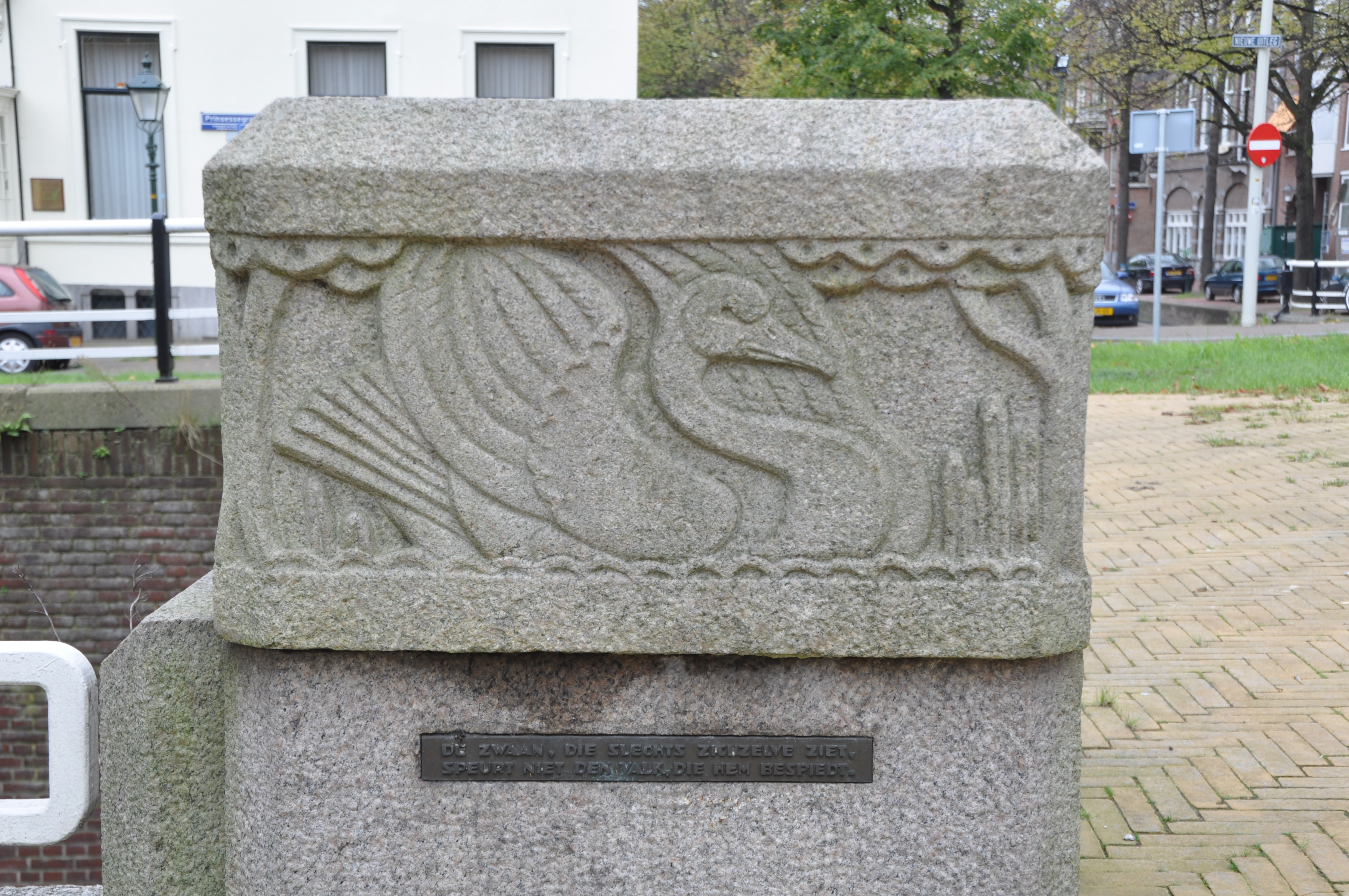
GW65
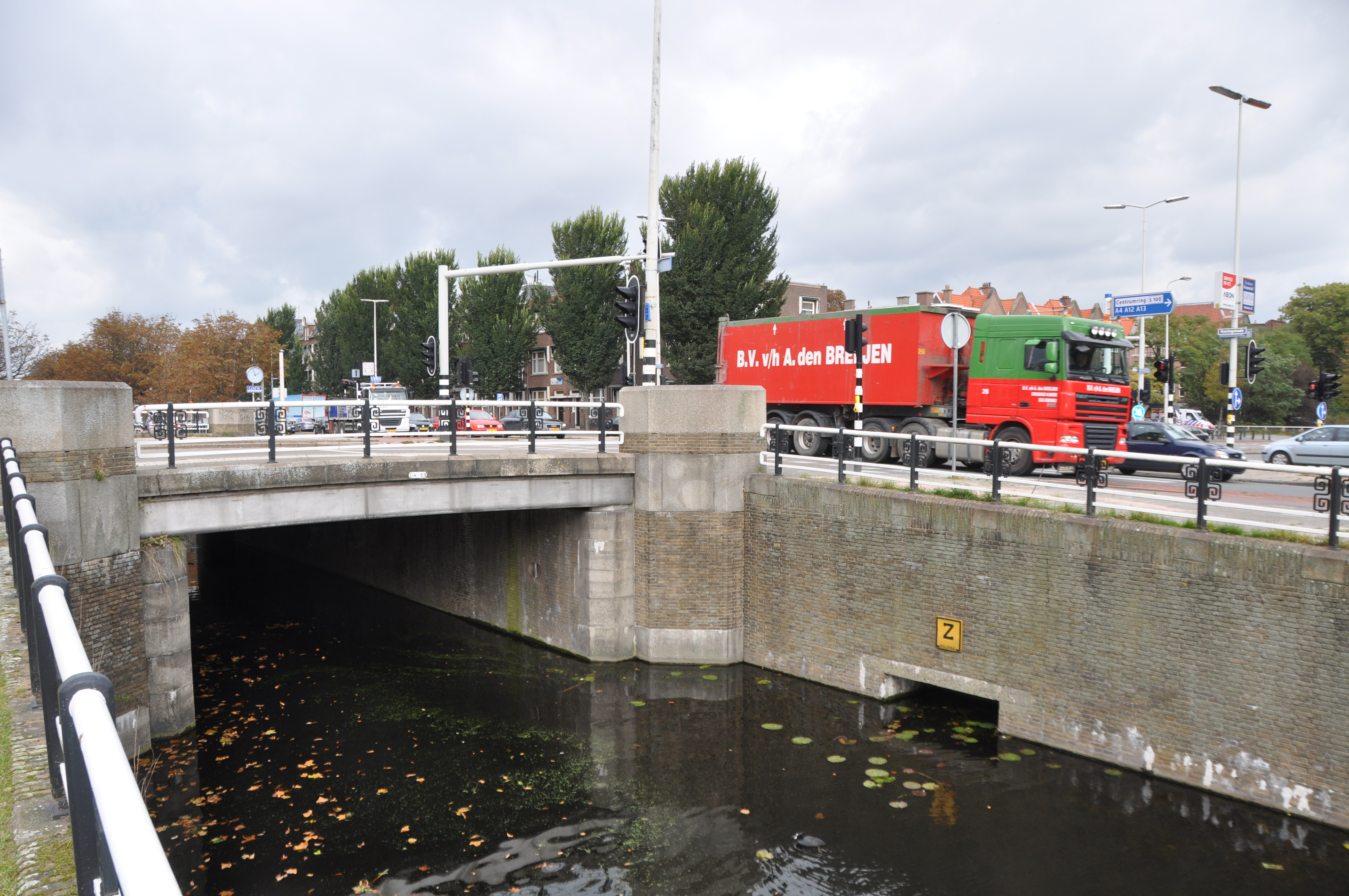
GW69 Javabrug
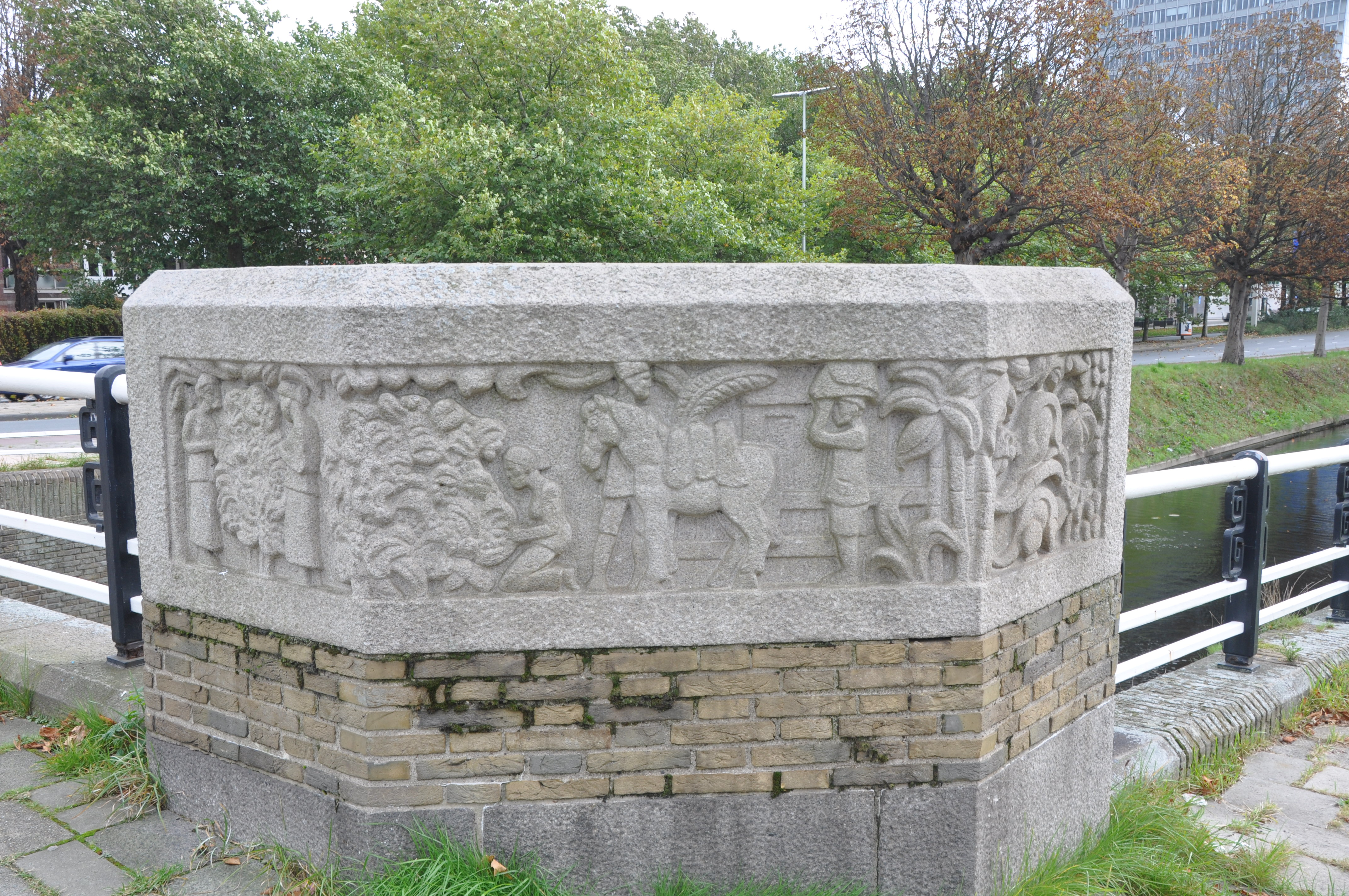
GW69
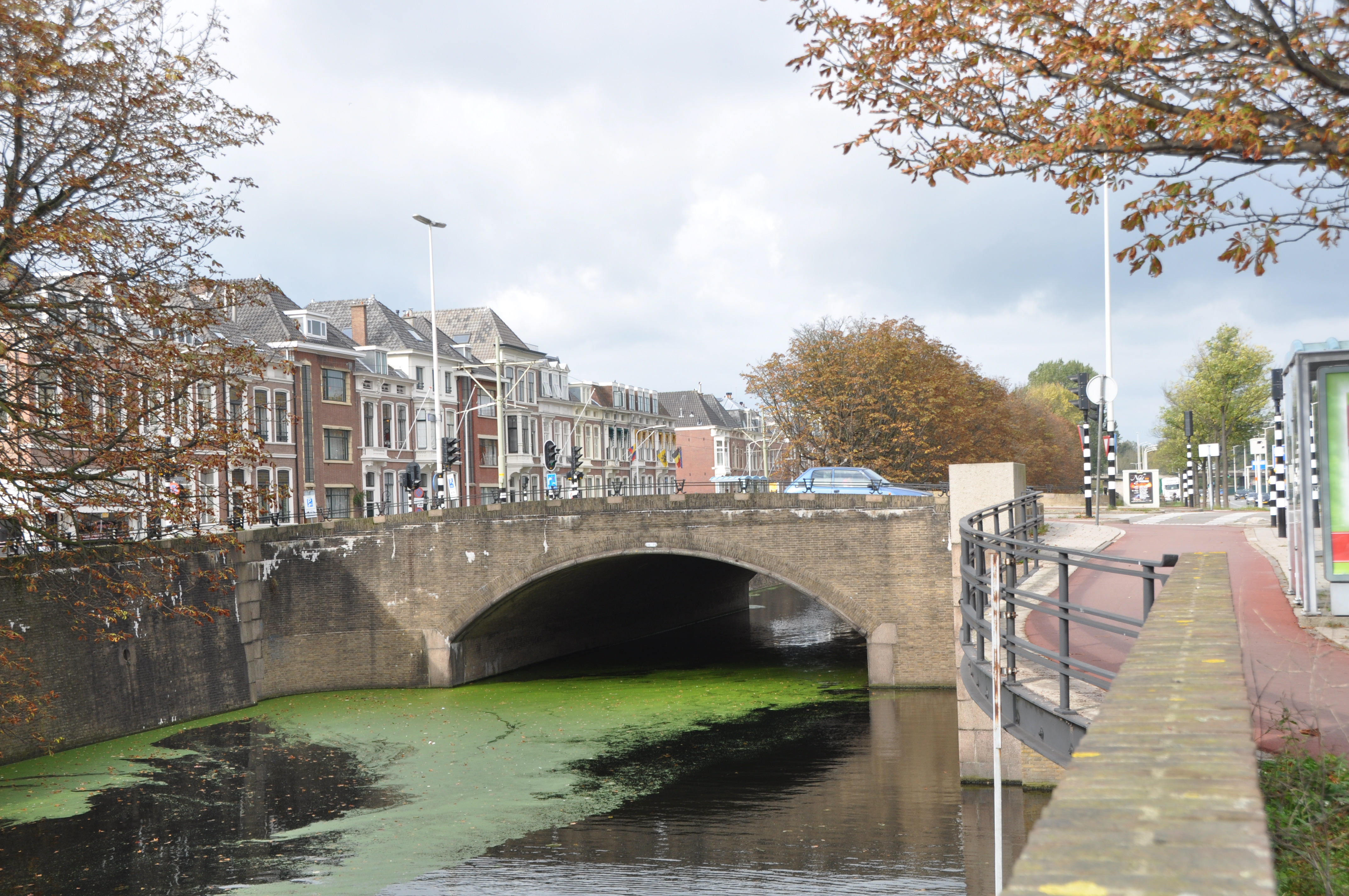
GW72 Raambrug
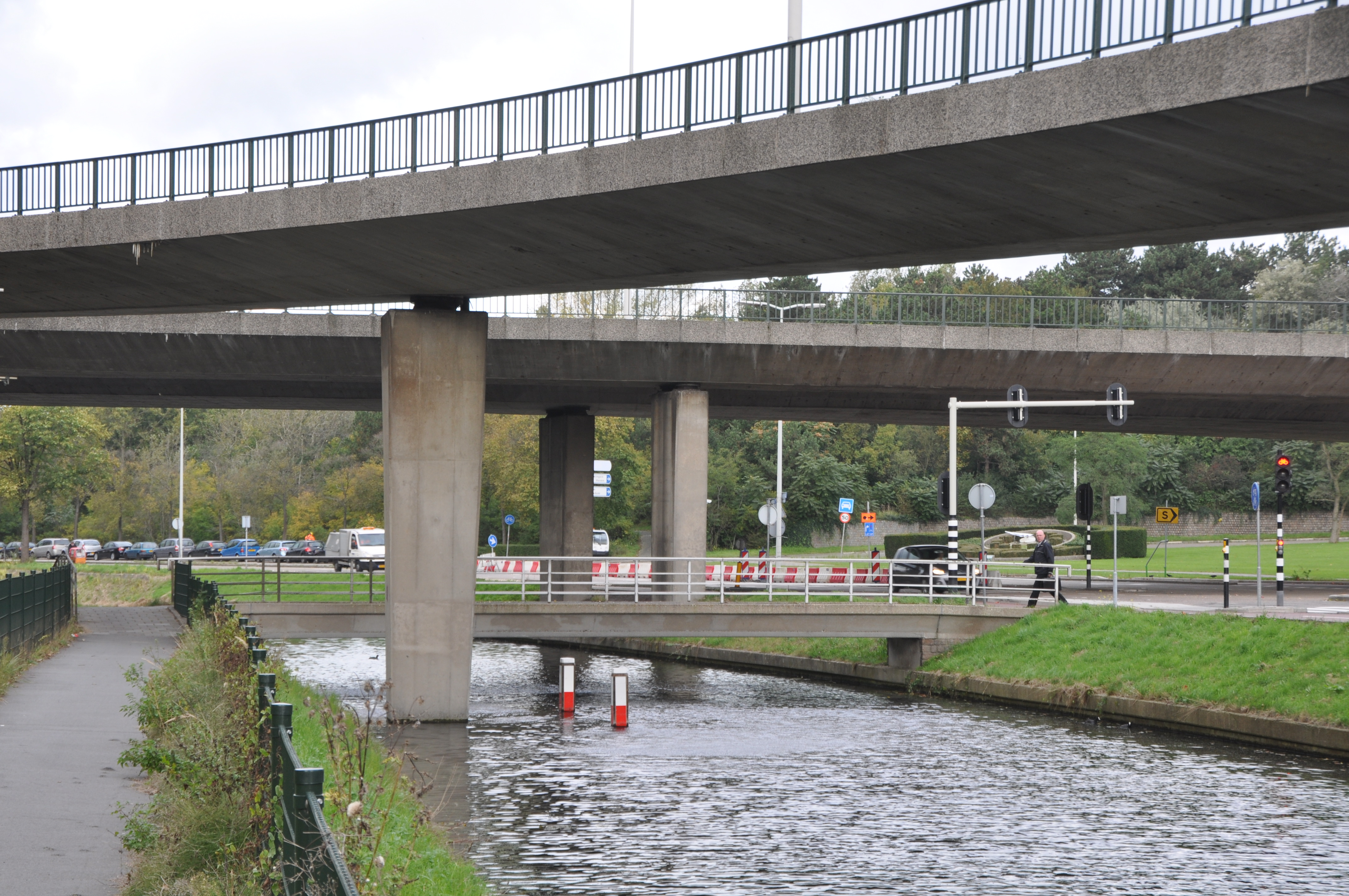
GW314 Voetbrug
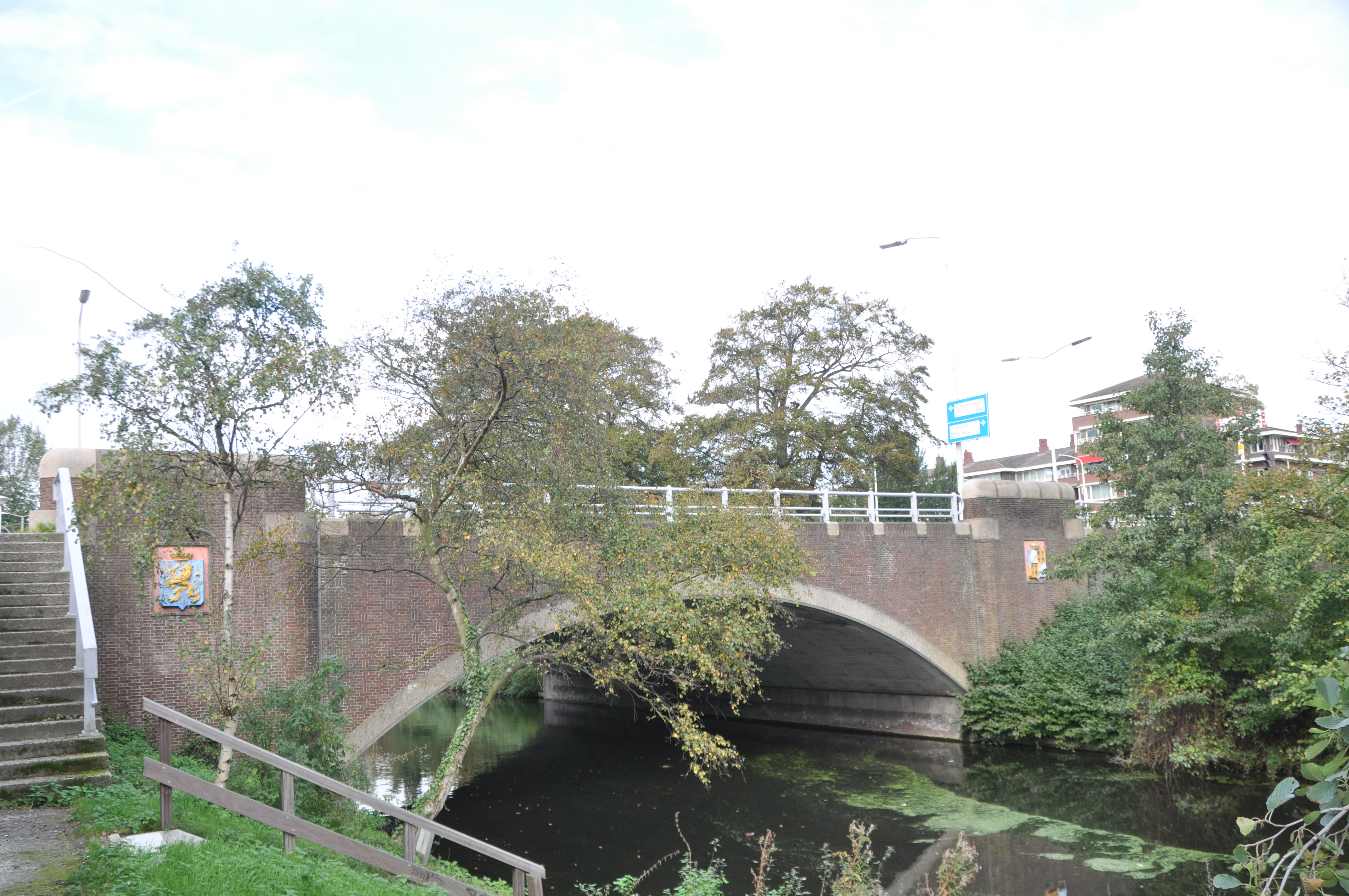
GW76 Witte Brug
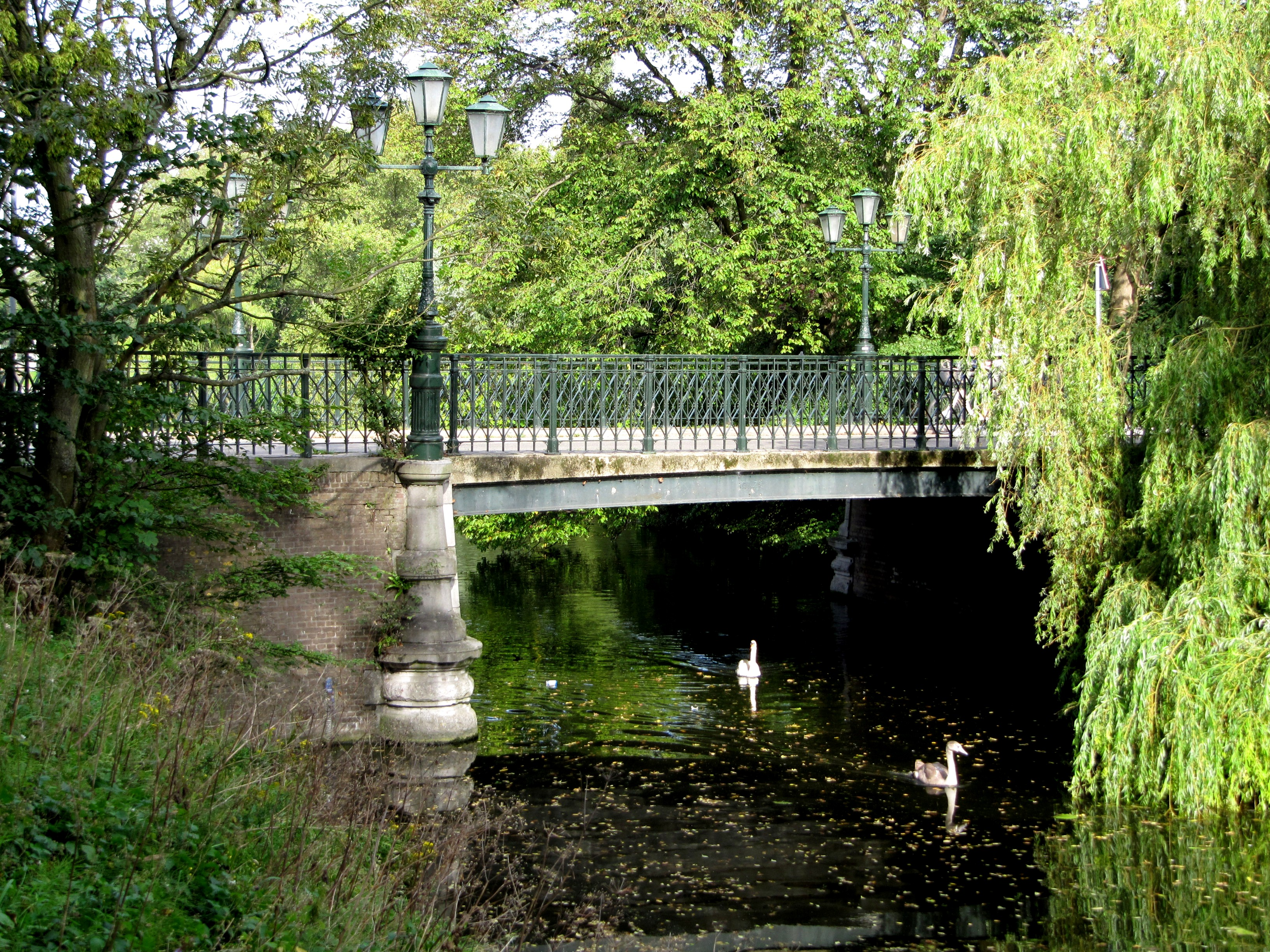
GW79 Groenebrug

Zie ook de lijst van bruggen in Den Haag

## Rijksmonumenten
- Lijst van rijksmonumenten in Den Haag/Koninginnegracht